# Zell am Pettenfirst
Zell am Pettenfirst è un comune austriaco di 1 206 abitanti nel distretto di Vöcklabruck, in Alta Austria.